# (4830) Thomascooley
(4830) Thomascooley ist ein Asteroid des inneren Hauptgürtels, der am 1. September 1988 von dem belgischen Astronomen Henri Debehogne am La-Silla-Observatorium der Europäischen Südsternwarte in Chile (IAU-Code 809) entdeckt wurde. Sichtungen des Asteroiden hatte es vorher schon gegeben: am 23. April 1976 unter der vorläufigen Bezeichnung 1976 HE am Krim-Observatorium in Nautschnyj, am 15. und 19. Februar 1983 (1983 CU) an der Anderson Mesa Station des Lowell-Observatoriums im Coconino County, Arizona sowie am 11. November 1985 (1985 VW4) erneut am Krim-Observatorium in Nautschnyj.
Der mittlere Durchmesser des Asteroiden wurde mithilfe des Wide-Field Infrared Survey Explorers (WISE) mit 5,742 (±0,114) km berechnet, die Albedo mit 0,371 (±0,075).
Der Asteroid gehört der Vesta-Familie an, einer großen Gruppe von Asteroiden, benannt nach (4) Vesta, dem zweitgrößten Asteroiden und drittgrößten Himmelskörper des Hauptgürtels. Die zeitlosen (nichtoskulierenden) Bahnelemente von (4830) Thomascooley sind fast identisch mit denjenigen der beiden kleineren, wenn man von der Absoluten Helligkeit von 15,4 und 16,9 gegenüber 13,1 ausgeht, Asteroiden (48577) 1994 PD8 und (219286) 2000 CG110.
(4830) Thomascooley wurde am 8. Oktober 2014 nach dem US-amerikanischen Kinderarzt Thomas Benton Cooley (1871–1945) benannt, dem Erstbeschreiber der Beta-Thalassämie, die auch als Cooley-Anämie bekannt ist.